# Groupe Indépendance/Démocratie
Le groupe Indépendance/Démocratie (IND/DEM) était un groupe parlementaire au Parlement européen durant la législature 2004-2009. Il a été créé le 20 juillet 2004 par 37 eurodéputés pour réunir des partis eurosceptiques ou euroréalistes. Il était connu auparavant sous le nom de groupe Europe des Démocraties et des Diversités (EDD) et il dispose en fin de mandat de 23 députés. Le groupe cesse d'exister pour la législature 2009-2014, faute d'un nombre suffisant de députés européens, même si les eurosceptiques de droite forment un nouveau groupe Europe libertés démocratie.

## Membres (2004-2009)
| Pays        | Parti national                             | Sièges |
| ----------- | ------------------------------------------ | ------ |
| Danemark    | Mouvement de Juin                          | 0      |
| France      | Mouvement pour la France                   | 1      |
| Grèce       | Alerte populaire orthodoxe                 | 2      |
| Irlande     | Kathy Sinnott                              | 0      |
| Pays-Bas    | Union chrétienne                           | 1      |
| Pays-Bas    | Parti politique réformé                    | 1      |
| Pologne     | Ligue des familles polonaises              | 1      |
| Tchéquie    | Vladimir Železný (Démocrates indépendants) | 0      |
| Royaume-Uni | Parti pour l'indépendance du Royaume-Uni   | 13     |
| Suède       | Liste de juin                              | 0      |

Philippe Boulanger juge surprenant que les députés souverainistes français, qui ne sont plus qu'au nombre de trois contre treize lors de la législature précédente, aient rejoint ce groupe : « On peut s’étonner que les souverainistes, désireux de lutter contre l’Europe des régions et des ethnies, se soient intégrés à un groupe politique marqué par la présence de la Ligue du Nord dirigée par Umberto Bossi, ouvertement sécessionniste et xénophobe ».

## Plateforme politique
Le groupe Ind/Dem souscrit au programme suivant :
1. Rejet de la Constitution européenne. Convaincu que la démocratie repose sur la légitimité des États nations et de leur parlement dans la mesure où il n'existe pas de peuple européen unique. Le groupe Ind/Dem est opposé à toute Constitution européenne qui aurait pour effet d'accentuer la structure centralisatrice et non démocratique de l'Union européenne. Le groupe Ind/Dem exige que le projet de Constitution soit soumis aux citoyens dans le cadre de référendums libres et démocratiques dans les États membres.
2. Non à un Super État européen. Le groupe Ind/Dem est favorable à une coopération ouverte, transparente, démocratique et responsable entre les États européens souverains mais il rejette fermement la création d'un seul super-État européen.
3. Respect des valeurs traditionnelles et culturelles. Les peuples et les nations ont le droit de définir et de protéger leurs propres valeurs traditionnelles, éthiques et culturelles. Le groupe Ind/Dem Group rejette la xénophobie, l'antisémitisme et toute forme de discrimination.
4. Démocratie, liberté et coopération entre les États souverains. Le groupe Ind/Dem, qui souscrit aux principes de démocratie, de liberté et de coopération entre les États nations est hostile à la centralisation et à la bureaucratisation de l'Europe.
5. Respect des différences et des intérêts nationaux : liberté de vote. Le groupe Ind/Dem, conformément à ses principes, respecte en pratique la liberté de vote de ses délégations.